# Liste der geschützten Landschaftsbestandteile im Landkreis Weißenburg-Gunzenhausen
Im Landkreis Weißenburg-Gunzenhausen gab es im Februar 2023 insgesamt 16 ausgewiesene geschützte Landschaftsbestandteile.

## Geschützte Landschaftsbestandteile
| Absberg Westhang-Berg am Stein                                               | BW | LB-00994 | Absberg                                        | ⊙ | 12,7 | 25. Okt. 1995 |
| Erlenauwald und Feuchtwiese sowie Grünlandbereich südöstlich von Mischelbach |    | LB-00973 | Pleinfeld, Mischelbach Zwei Teilflächen:       | ⊙ | 6,27 | 9. Aug. 1992  |
| Feldgehölze im Bereich der Gemeinde Emetzheim                                | BW | LB-01050 | Weißenburg i.Bay., Emetzheim                   | ⊙ | 3,20 | 3. Jan. 1975  |
| Feldgehölze im Bereich der Stadt Treuchtlingen, Ortsteil Bubenheim           | BW | LB-01053 | Treuchtlingen, Bubenheim                       | ⊙ | 5,16 | 3. Jan. 1975  |
| Feldgehölze im Bereich der Stadt Treuchtlingen, Ortsteil Metzenhof           | BW | LB-01072 | Treuchtlingen, Bubenheim (Metzenhof)           | ⊙ | 3,58 | 3. Jan. 1975  |
| Feldgehölze im Bereich der Stadt Weißenburg, Ortsteil Dettenheim             | BW | LB-01070 | Weißenburg i.Bay., Emetzheim Drei Teilflächen: | ⊙ | 6,90 | 3. Jan. 1975  |
| Feldgehölze im Bereich der Stadt Weißenburg, Ortsteil Kattenhochstatt        | BW | LB-01071 | Weißenburg i.Bay., Kattenhochstatt             | ⊙ | 2,69 | 3. Jan. 1975  |
| Feuchtgebiet an der Anlauter                                                 | BW | LB-00990 | Burgsalach, Pfraunfeld                         | ⊙ | 6,01 | 16. Juni 1993 |
| Gelbe Bürg                                                                   |    | LB-00977 | Dittenheim, Sammenheim                         | ⊙ | 37,3 | 3. Feb. 1994  |
| Hecken und Feldgehölze in der Gemarkung Pfraunfeld                           | BW | LB-01009 | Burgsalach, Pfraunfeld Drei Teilflächen:       | ⊙ | 7,32 | 14. Mai 1990  |
| Linden und Kastanienbäume am Friedhof Oberasbach                             | BW | LB-01051 | Gunzenhausen, Oberasbach                       | ⊙ | 1,37 | 16. Dez. 1975 |
| Mandlesmühle                                                                 |    | LB-01092 | Pleinfeld, Allmannsdorf Drei Teilflächen:      | ⊙ | 43,1 | 9. Apr. 1999  |
| Rohrachmäander südwestlich von Wettelsheim                                   | BW | LB-01052 | Treuchtlingen, Wettelsheim                     | ⊙ | 4,75 | 20. Apr. 1989 |
| Schmiedberg bei Ursheim                                                      | BW | LB-01091 | Polsingen, Ursheim                             | ⊙ | 3,79 | 10. Sep. 1998 |
| Trommetsheimer Berg an der Heidenburg                                        | BW | LB-01005 | Alesheim, Trommetsheim                         | ⊙ | 8,85 | 24. Okt. 1995 |
| Weinberg bei Ramsberg                                                        |    | LB-01011 | Pleinfeld, Ramsberg am Brombachsee             | ⊙ | 14,0 | 21. März 1996 |
| Legende für Geschützter Landschaftsbestandteil                               |    |          |                                                |   |      |               |